# Katodno zračenje
Katodno zračenje (ponekad i katodne zrake) je struja elektrona koji u cijevima s plinskim izbojem ili u elektronskim cijevima teče od električki negativne katode prema električki pozitivnoj anodi. Može se usmjeravati s pomoću magnetskog ili električnog polja, na primjer u osciloskopima. Rabi se za dobivanje rendgenskoga zračenja i drugog.

## Električno izbijanje u razrijeđenim plinovima
Plinovi i pare su loši vodiči elektriciteta kod običnog tlaka i niskog električnog napona. Tek onda kad se približe dva tijela, između kojih postoji visoki napon od nekoliko tisuća volti, preskočit će električna iskra. Tako je na primjer zrak kod običnog tlaka vrlo loš vodič elektriciteta, pa za preskok iskre treba vrlo veliki napon, oko 30 000 V po centimetru duljine iskre. 
U razrijeđenim plinovima pojave električnog pražnjenja su savim drugačije. Uzme se staklena cijev koja je cjevčicom spojena sa zračnom sisaljkom. Staklena cijev duga je oko 400 mm, promjera 40 mm i ispunjena zrakom. Cijev se postepeno isisava zračnom sisaljkom. Na krajevima cijevi nalaze se polne elektrode. Pozitivna elektroda ili anoda sastoji se od tanke aluminijske niti, a negativna elektroda ili katoda je okrugla aluminijska pločica. Elektrode se mogu spojiti s izvorom struje visokog napona. Dok je zrak još pod atmosferskim tlakom od oko 1 bar, u cijevi ne postoji nikakvo izbijanje. Kod razrjeđenja od 0,05 bara pojavi se između polova tanka vijugava, plavkasta svijetla nit. Snizujemo li tlak i dalje, nit postaje sve šira, pa će kod tlaka od 0,001 bar ispuniti gotovo cijelu staklenu cijev, tako da ispred anode bude ljubičasta svjetlost koja se zove pozitivni stup svjetlosti. Na katodi se javlja tanki sloj plave svjetlosti koja se zove tinjava svjetlost. Između tinjave svjetlosti na katodi i pozitivnog stupa na anodi nalazi se tamno područje, takozvani Faradayev tamni prostor. Kod razjeđenja od 0,000 5 bara nestaje pozitivni stup svjetlosti, a negativna tinjava svjetlost dolazi gotovo do anode, dok se Crookesov tamni prostor proširuje. Kad tlak padne na 0,000 03 bara, nestaje i negativne tinjave svjetlosti, pa se izbijanje više ne vidi. Kod ovog razrjeđenja u cijevi iz katode izlaze zrake koje na staklenoj cijevi prouzrokuju svjetlucanje (fluorescencija). Te se zrake zovu katodne zrake. Kod razrjeđenja od 0,000 001 bar prestaje fluorescencija i svaki prolaz električne struje kroz razrijeđeni plin. 
Sve ove pojave su posljedica ionizacije razrijeđenog zraka koju proizvode elektroni. U svakom se naime plinu, pa i u zraku, nalaze uz neutralne atome i atomi s električnim nabojem, takozvani ioni. Na te ione djeluje električno polje privlačnom silom i nastaje gibanje pozitivnih iona prema katodi, a negativnih iona prema anodi. U dugačkim cijevima dobivaju ioni velike brzine, a time i veliku kinetičku energiju, pa dolazi do sudara s drugim molekulama iz kojih izbijaju elektroni i tako stvaraju nove električne naboje. Svjetlosne pojave koje se javljaju u razrijeđenim plinovima iskorišćuju se kod različitih svjetiljki. Pozitivnu svjetlost iskorišćuju takozvane fluorescentne cijevi koje se sve više upotrebljavaju za električnu rasvjetu jer daju jaču svjetlost nego električne žarulje, a osim toga troše mnogo manje električne energije. 
To su ravne staklene cijevi koje se izrađuju u duljinama od 230 do 1 500 mm s promjerom od 16 do 54 mm. Na svakom kraju cijevi nalazi se elektroda, načinjena od volframove žice u obliku spirale. Cijev je ispunjena argonom pod malim tlakom, i u njoj se nalazi mala kapljica žive. Cijevi su fluoroscentne jer su s unutarnje strane premazane specijalnom masom koja se zove luminofor. Kako se u cijevi razvijaju ultraljubičaste zrake, to luminofor fluorescira pod njihovim utjecajem. Boja svjetla koju daje cijev ovisi o materijalu koji je upotrijebljen kao luminofor. Mogu se postići različite boje svjetla, pa i posve bijelo svjetlo i svjetlo slično danjem. Za paljenje takve svjetiljke treba poseban upaljač ili starter i prigušnica. Kad se priključi na električni napon, strujni krug je zatvoren preko upaljača (startera) fluoroscentne cijevi. Zbog toka struje ugriju se elektrode. Nakon kratkog vremena upaljač prekida strujni krug. Kad se struja prekine, nastaje zbog samoindukcije prigušnice relativno veliki napon između elektroda. Zbog toga se cijev upali, pa je strujni krug zatvoren kroz cijev mimo upaljača, koji je otvoren. 
Među svjetiljke na udarnu ionizaciju spadaju također tinjalice koje iskorišćuju negativnu tinjavu svjetlost.

### Katodne zrake
Ako se u cijevi s razrijeđenim zrakom tlak smanji ispod 0,000 025 bara, pojavit će se takozvane katodne zrake. Tim povodom pozitivni ioni izbijaju svojim udarcima o katodu elektrone koji lete na suprotni kraj cijevi, i to okomito na površinu katode. 
Katodne zrake su dakle rojevi elektrona u gibanju. One su nevidljive, ali svojim udarcima o neke tvari izazivaju svjetlucanje (fluorescenciju). Da se katodne zrake šire pravocrtno, može se pokazati pomoću takozvane Crookesove cijevi. U cijevi se nalazi metalni križ koji služi kao zapreka širenju katodnih zraka. Zbog toga ćemo vidjeti na staklu nasuprot katodi usred zelene fluorescencije svjetlosti oštru sjenu križa. Ako katoda ima konkavan oblik, katodne zrake se mogu skoncemtrirati u jednoj točki. Stavimo li u tu točku platinski lim, on će se užariti do bijelog usijanja. Budući da katodne zrake predstavljaju struju brzih elektrona, to jest električnu struju, to na te zrake djeluje električno i magnetsko polje, tako da ih otklanja iz pravca njihova gibanja. 
Za ispitivanja otklona katodnih zraka služi Braunova ili katodna cijev. U dugačkom staklenom cilindru nalazi se anoda, katoda i zaslon s malim otvorom kroz koji prolaze elektroni stvarajući tanak snop katodnih zraka. Taj snop zraka stvara na fluorescentnom zastoru svjetlu točku. Te se zrake prolazom kroz električni kondenzator otklanjaju prema pozitivnoj ploči kondenzatora, jer su katodne zrake naboji negativnog elektriciteta, a svijetla se točka pomakne u drugi položaj. Katodne zrake možemo također otkloniti i pomoću magnetskog polja koje stvara potkovasti magnet. Braunova cijev ima važnu ulogu u televiziji.  

### Katodna cijev
Katodna cijev je elektronska cijev u kojoj se elektroni, izbačeni iz užarene katode, zbog visokog napona između katode i anode ubrzavaju prema anodi u obliku snopa (katodno zračenje). Taj se snop usmjerava na fluorescentni zaslon, na kojem stvara svijetleću točku. Sustav za usmjeravanje (kondenzatorska polja dvaju parova pločica ili magnetska polja dvaju parova električnih zavojnica) otklanja elektronski snop u dva međusobno okomita smjera, oba okomita na smjer snopa. Položaj i gibanje točke na zaslonu ovisi o naponima između pločica, to jest o strujama u zavojnicama. Katodna cijev osnova je osciloskopa, uređaja za vizualizaciju i analizu električnog signala. Prvi je takvu cijev i uređaj konstruirao Karl Ferdinand Braun 1897.
U katodnoj cijevi, koja služi za stvaranje slike u televizijskim prijamnicima te radarskim i računalnim zaslonima, može se upravljati jakošću snopa, a time i svjetloćom točke na zaslonu. U cijevima za stvaranje slike u boji stvaraju se tri snopa, radi postizanja svjetloće točke u trima osnovnim bojama. U tim se primjenama katodne cijevi sve više potiskuju zaslonima s tekućim kristalima.

### Geisslerova cijev
Geisslerova cijev je staklena cijev s utaljenim elektrodama, u kojima se pod sniženim tlakom nalazi neki plin (na primjer neon ili helij) ili smjesa plinova. Nazvane su prema njemačkom staklopuhaču Heinrichu Geissleru, koji ih je izrađivao po narudžbi njemačkoga fizičara Juliusa Plückera (zato su se katkad nazivale i Plückerovim cijevima). Pri visokom naponu nastaje između elektroda u cijevi električno izbijanje, a zbog ionizacije plina nastaju i svjetlosne pojave. Cijevi namijenjene istraživanju svjetlosnoga spektra u sredini su stanjene u kapilaru. Od Geisslerovih cijevi razvile su se svijetleće cijevi, koje služe za rasvjetu i danas se, oblikovane u slova, znakove ili likove, vrlo mnogo upotrebljavaju za izradbu svijetlećih natpisa, reklama i slično. Boja svjetlosti ovisi o vrsti i tlaku plina u cijevi te o vrsti i boji stakla, a postiže se i dodatkom para nekih metala, pa tako cijevi punjene neonom svijetle crveno, one punjene argonom i živinim parama plavo, a natrijevim parama žuto itd.

### Crookesova cijev
Crookesova cijev je vakuumska cijev, preteča rendgenske cijevi kojom su otkrivene katodne zrake. To je staklena cijev punjena plinom niskoga tlaka, s dvije elektrode na koje se dovodi visoki napon. Nazvana je po njenom otkrivaču Williamu Crookesu.

## Rendgenska cijev
Rendgenska cijev je izvor rendgenskog zračenja u današnjim rendgenskim uređajima i strojevima. Danas se upotrebljavaju rendgenske cijevi s užarenom katodom, koje su mnogo učinkovitije u emitiranju elektrona od hladne katode u ionskim cijevima, kao što su bile Crookesova cijev ili Coolidgeova cijev (William David Coolidge).

## Katodne i kanalne zrake
Bit negativnog elektriciteta razjasnilo je prije svega pokusno ispitivanje katodnih zraka koje je otkrio J. Plücker 1858. Te zrake su se opažale pri elekričnom izbijanju u cijevima, gdje je zrak ili plin bio isisan do vrlo niskog tlaka. U normalnim prilikama zrak gotovo nikako ne vodi električnu struju. On je električni izolator. No kad se zrak jako razrijedi, tada se najedanput opaža svjetlucanje između obiju elektroda. Od katode šire se katodne zrake. Za ispitivanje katodnih zraka stekli su velike zasluge J. W. Hittorf, W. Crookes, Varley te osobito J. J. Thomson i P. Lenard. Pokusi su otkrili ova bitna svojstva:
- katodne zrake šire se okomito na katodu u pravcima. Stavi li se ispred njih neka zapreka, u njenoj geometrijskoj sjeni ne opažaju se zrake;
- u električnom polju zrake se savijaju kao brze čestice negativnog električnog naboja;
- katodne zrake pokreću sitne listiće, na koje padnu.

Prema svim tim svojstvima fizičari su zaključili da se katodne zrake moraju sastojati od čestica iste mase i istog električnog naboja. Te čestice, kojima je masa morala biti mnogo manja od mase atoma, nazvane su elektroni. 
Danas se katodne zrake ponajčešće proizvode na način metalnog "isparavanja". Polazna je činjenica da užareni metali izbacuju elektrone. U vakuumskoj cijevi kao katoda služi užarena metalna nit. Nit isparuje elektrone u prostor. Ti elektroni imaju razmjerno male brzine. Između katode i anode ukopča se visoki električni napon, koji elektrone jako ubrzava i na taj način stvara brze elektronske struje. Brzina elektrona određena je električnim naponom između katode i anode. Kad elektron prođe električni napon U, zadobiva energiju e∙U. Ta dobivena energija očituje se u kinetičkoj energiji elektrona:
{\displaystyle {\frac {m\cdot v^{2}}{2}}=e\cdot U}
Savijanje katodnih zraka u električnom i magnetskom polju vrlo se dobro tumačilo predodžbom, da se one sastoje od čestica određene mase i električnog naboja koje se kreću po poznatom Newtonovom zakonu gibanja. Međutim, ispitivanja vrlo brzih elektrona ipak pokazuju svojstvena odstupanja od Newtonove mehanike. Tako se masa elektrona naglo povećava kad se brzina elektrona v približava brzini svjetlosti c. Masu sporog elektrona ili, bolje rečeno, masu elektrona u mirovanju označit ćemo s m, a masu elektrona u gibanju s m’. Prema ispitivanjima dobiva se:
{\displaystyle m'={\frac {m}{\sqrt {1-{\frac {v^{2}}{c^{2}}}}}}\,}
Promjene mase su neznatne, dok je brzina tijela mala prema brzini svjetlosti. Tek kad se brzine približe brzini svjetlosti, opažaju se odstupanja od klasične mehanike.
Neosporno je da elektroni moraju biti sastavni dijelovi atoma. Budući da su atomi kao cjelina neutralni, to moraju sadržavati i pozitivan elektricitet. Veza pozitivnog elektriciteta s atomima najjasnije se očitavala u ispitivanju kanalnih zraka što ih je otkrio Eugen Goldstein. 
Goldstein je ispitivao katodne zrake u staklenoj cijevi u kojoj je plin bio vrlo razrijeđen. Kako smo prije spomenuli, pri vrlo niskom tlaku šire se od katode katodne zrake. Goldstein je 1886. došao na misao da načini rupu u katodi. U prostoru iza kanala u katodi šire se tada nove zrake. Zrake nose pozitivan električni naboj. Budući da prolaze kroz kanal katode, dobile su naziv kanalne zrake. 
Sličnom metodom kao kod elektrona mogla se odrediti masa čestica kanalnih zraka. Mjerenja su pokazala da se mase čestica u kanalnim zrakama podudaraju s masama s masama kemijskih atoma. Kanalne zrake struje su pozitivnih iona. Postanak kanalnih zraka možemo lako objasniti. Pri električnom izbijanju nastaje uvijek u razrijeđenom plinu velik broj pozitivnih iona. To su atomi kojima se otkinuo jedan ili dva ili više elektrona. Kako ti atomi nose pozitivan naboj, to ih katoda koja je negativno nabijena jako privuče. Pozitivni ioni pojure prema katodi. No kako postignu velike brzine, projure kroz kanal katode u prostor iza katode. Tu se dalje kreću konstantnom brzinom. Kakvim plinom napunimo staklenu cijev, takve ione imat ćemo u kanalnim zrakama. 
Kanalne zrake s najlakšim česticama su vodikovi ioni. Vodikovi ioni imaju električni naboj +e. Veći naboj ne mogu imati. U tom pogledu kanalne zrake vodika naliče na katodne zrake. Pozitivni vodikovi ioni dobili su ime protoni.